# Penton Mewsey
Penton Mewsey – wieś w Anglii, w hrabstwie Hampshire. Leży 21 km na północny zachód od miasta Winchester i 103 km na zachód od Londynu.